# ويليام روبرتس (لاعب اتحاد الرغبي)
ويليام روبرتس (بالإنجليزية: William Roberts)‏ هو لاعب اتحاد الرغبي نيوزيلندي، ولد في 28 أكتوبر 1871 في Taitā, New Zealand ‏ في نيوزيلندا، وتوفي في 25 أغسطس 1937 في ويلينغتون في نيوزيلندا.